# Glyptolepis
Glyptolepis is een geslacht van uitgestorven kwastvinnige vissen, behorend tot de groep van porolepiformen. Het leefde in het midden van het Laat-Devoon (Givetien - Frasnien, ongeveer 386 - 383 miljoen jaar geleden) en overblijfselen zijn gevonden in Europa.

## Naamgeving
Het geslacht Glyptolepis werd nominaal benoemd in 1843 door Louis Agassiz, in zijn werk Recherches sur les Poissons Fossiles. Hij had de naam echter overgenomen uit een niet gepubliceerd werk door Philip de Malpas Grey Egerton uit 1841: A Catalogue of Fossil Fish in the Collections of the Earl of Enniskillen. Die collectie was weer in feite tussen 1840 en 1842 verzameld en geïllustreerd door Eliza Gordon Cumming die echter overleed voor ze er over kon publiceren. De geslachtsnaam is een combinatie van het Grieks glypton, 'snijwerk', en lepis, 'schub'. Omdat lepis vrouwelijk is, moeten alle soortaanduidingen verplicht ook vrouwelijk zijn. Er bestaat ook een type conifere zaadkegel dat Glyptolepis heet. Tussen dieren en planten geldt geen prioriteitsregel.

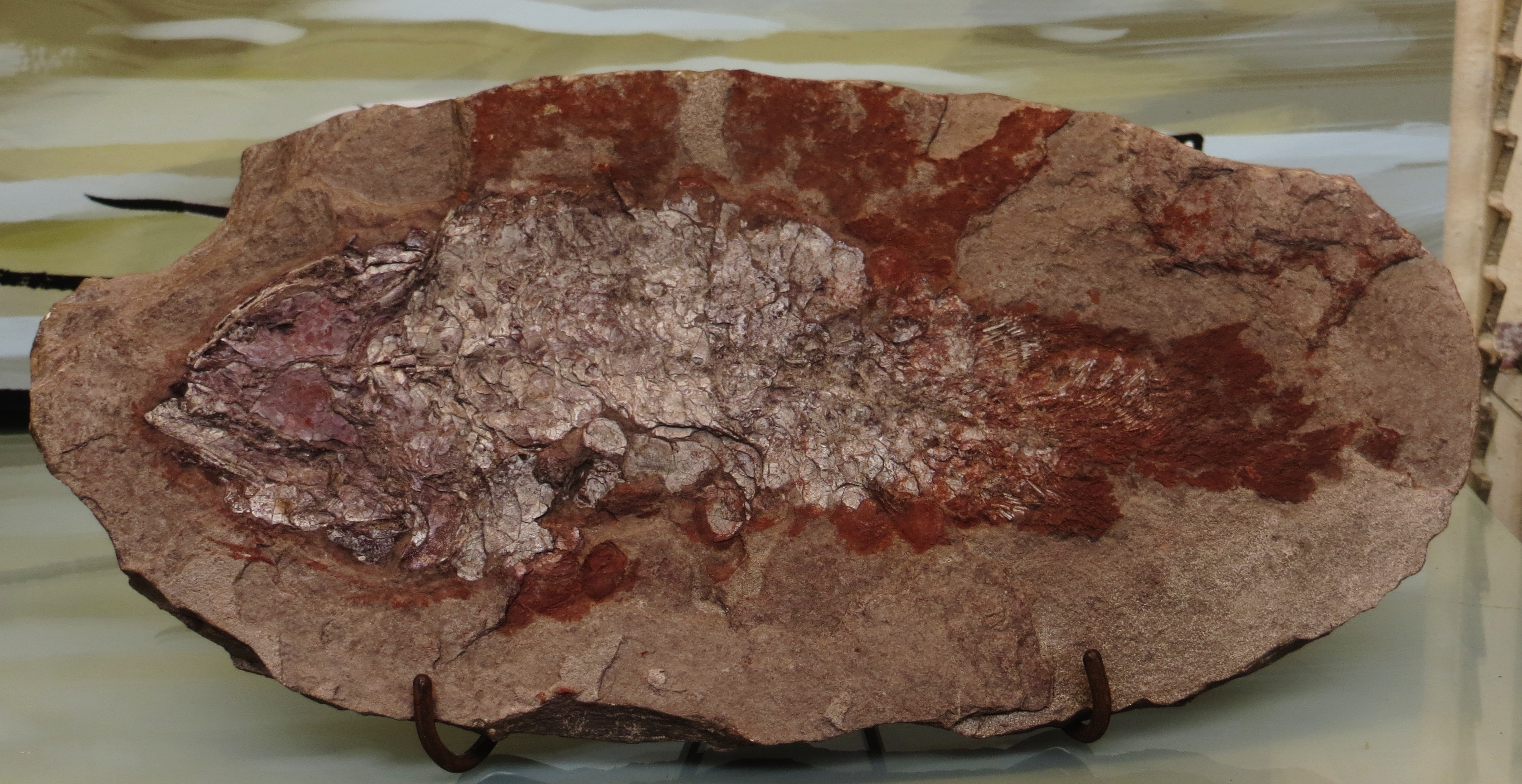
Glyptolepis leptoptera

De typesoort is Glyptolepis leptoptera (eerst gepubliceerd als G. leptopterus), de 'slankvin'. Glyptolepis paucidens, de 'weinigtand', gebaseerd op de onderkaak NHM P.545, is een hernoeming van Platygnathus paucidens Agassiz ex Egerton 1841. Beide soorten werden in 1844 benoemd door Agassiz uit het midden van het Laat-Devoon van Schotland, samen met Glyptolepis microlepidota (= Cheiracanthus microlepidotus), 'met de kleine schubben'. Glyptolepis elegans Agassiz 1842, 'de elegante', is een jonger synoniem.
Verder zijn er een Glyptolepis traquairi von Koenen 1895, Glyptolepis benedeni Lohest 1888, Glyptolepis radians Lohest 1888, Glyptolepis baltica Gross 1936, Glyptolepis remota Obručhev 1941 en een Glyptolepis groenlandica Jarvik 1972.
In 2004 benoemden Worobjewa en Kanjoekin een Glyptolepis? nessovi waarvan de soortaanduiding Lew Nesow eert.

## Beschrijving
Glyptolepis was middelgroot tot groot en kon bijna een meter lang worden. Het lichaam was behoorlijk robuust, taps toelopend aan de achterkant. De kop was enigszins breed, terwijl de mondopening diep was. Er waren twee rugvinnen, zowel smal als licht puntig, ver naar achteren geplaatst in het achterste deel van het lichaam. De anaal- en buikvinnen waren schuin tegenover de rugvinnen. De borstvinnen waren erg lang en smal, en zoals bij al zijn naaste verwanten (de porolepiformen) waren ze erg robuust. De staartvin was heterocercaal, met een zeer robuuste vlezige bovenlob, terwijl de onderste breed en bijna scherp was. De schubben bedekten het hele lichaam, waren groot en zwaar, bijna rond van vorm en leken vaag op dakpannen.

## Fylogenie
Glyptolepis is een vertegenwoordiger van de porolepiformen, een groep beenvissen die behoren tot de Sarcopterygii, maar beschouwd als een zijtak in de evolutie van de tetrapoden.

## Paleobiologie
Glyptolepis was een roofvis die waarschijnlijk kleinere vissen in een hinderlaag lokte, die werden verslonden door snelle, schietende bewegingen.